# Padauner Kogl
Padauner Kogl är ett berg i Österrike.   Det ligger i distriktet Innsbruck-Land och förbundslandet Tyrolen, i den västra delen av landet, 400 km väster om huvudstaden Wien. Toppen på Padauner Kogl är 2 053 meter över havet, eller 459 meter över den omgivande terrängen. Bredden vid basen är 2,6 km.
Terrängen runt Padauner Kogl är bergig åt nordost, men åt sydväst är den kuperad. Närmaste större samhälle är Steinach am Brenner, 5,4 km nordväst om Padauner Kogl. 
Trakten runt Padauner Kogl består i huvudsak av gräsmarker. Runt Padauner Kogl är det glesbefolkat, med 18 invånare per kvadratkilometer.